# ژوراسیک میانه
| سامانه  | ردیف  | اشکوب      | میلیون سال  |
| ------- | ----- | ---------- | ----------- |
| کرتاسه  | پیشین | بریاسین    | → پیش از آن |
| ژوراسیک | پسین  | تیتونین    | ۱۴۵٫۰–۱۵۲٫۱ |
| ژوراسیک | پسین  | کیمریجین   | ۱۵۲٫۱–۱۵۷٫۳ |
| ژوراسیک | پسین  | آکسفوردین  | ۱۵۷٫۳–۱۶۳٫۵ |
| ژوراسیک | میانه | کالووین    | ۱۶۳٫۵–۱۶۶٫۱ |
| ژوراسیک | میانه | باتونین    | ۱۶۶٫۱–۱۶۸٫۳ |
| ژوراسیک | میانه | باجوسین    | ۱۶۸٫۳–۱۷۰٫۳ |
| ژوراسیک | میانه | آلنین      | ۱۷۰٫۳–۱۷۴٫۱ |
| ژوراسیک | پیشین | توآرسین    | ۱۷۴٫۱–۱۸۲٫۷ |
| ژوراسیک | پیشین | پلینسباخین | ۱۸۲٫۷–۱۹۰٫۸ |
| ژوراسیک | پیشین | سینمورین   | ۱۹۰٫۸–۱۹۹٫۳ |
| ژوراسیک | پیشین | هتانجین    | ۱۹۹٫۳–۲۰۱٫۳ |
| تریاس   | پسین  | راتین      | → پس از آن  |

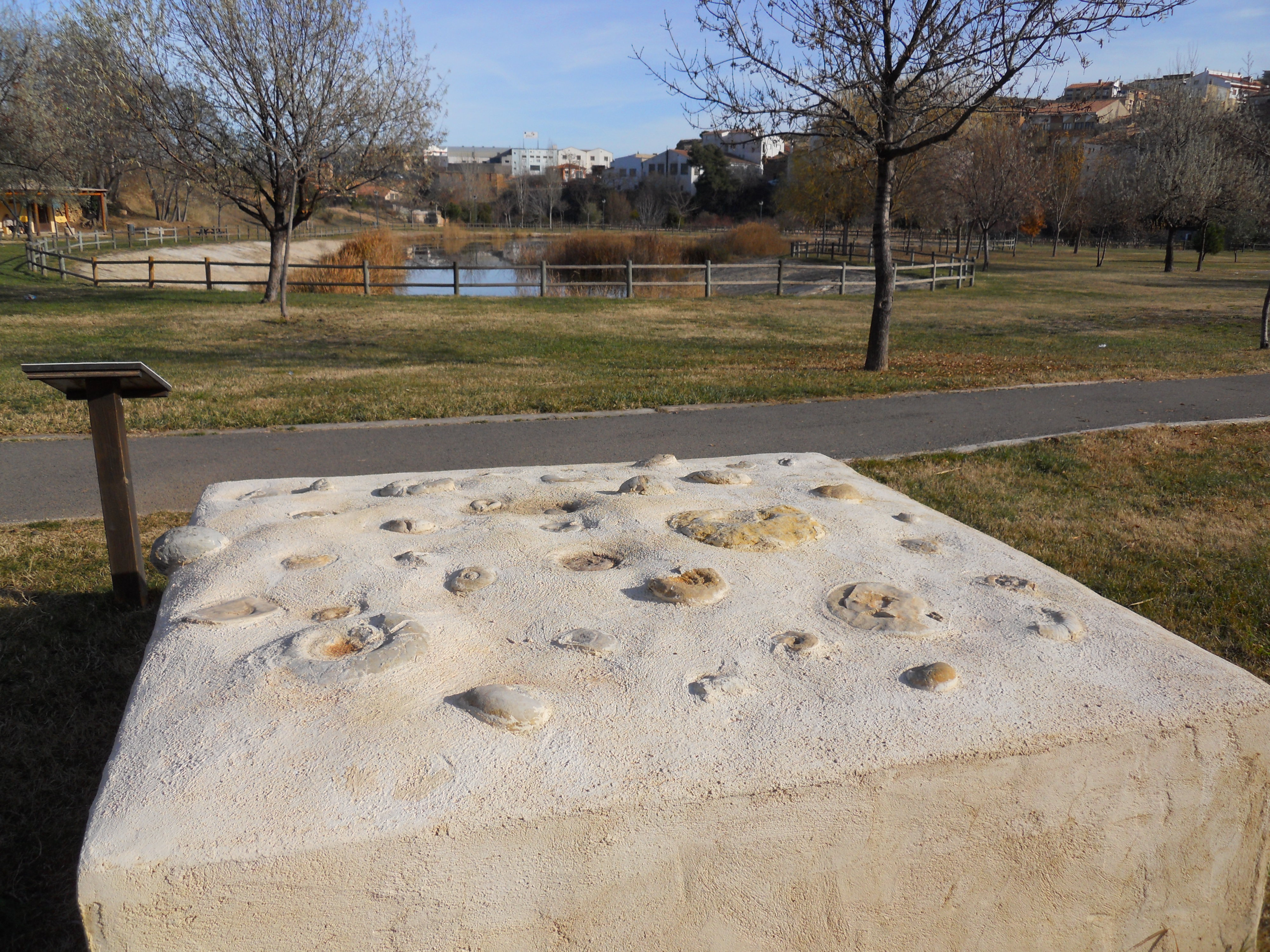
ژوراسیک میانه

ژوراسیک میانه (انگلیسی: Middle Jurassic) دومین دور از دوره ژوراسیک است که از ۱۷۶ تا ۱۶۱ میلیون سال پیش به طول انجامید. در سنگ‌چینه‌شناسی اروپایی سنگ‌های با سن ژوراسیک میانه را داگر (Dogger) می‌نامند. در گذشته این نام برای نام‌گذاری دور ژوراسیک میانه نیز به‌کار می‌رفت ولی توسط انجمن بین‌المللی دانش زمین‌شناسی به دلیل ایجاد تمایز بین واحدهای سنگی و واحدهای زمین‌شناختی زمان توصیه نشده است.

## جغرافیای دیرینه
در طول دور ژوراسیک میانه نقسیمابرقاره پانگه‌آ به دو بخش لوراسیا و گندوانا آغاز شد و اقیانوس اطلس شکل گرفت. فعالیت‌های زمین‌ساختی در لوراسیای شرقی همزمان با گسترش صفحه سیمرین فعال بوده و باعث برخورد به ساحل جنوبی لوراسیا گردید که منجر به بسته شدن اقیانوس پالئیوتتیس گردید. وجود یک ناحیه فرورانش در ساحل غربی آمریکای شمالی باعث ایجاد نیای اولیه کوه‌های راکی شد.

## اشکال حیات

### دریایی
در ژوراسیک میانه حیات دریایی (شامل شاخ‌قوچی و دوکفه‌ای‌ها) شکوفا شد. همچنین با وجود رایج بودن ماهی‌خزنده‌سانان، تنوع آنان کاهش یافت، در حالی‌که درنده‌های مهم دریایی یعنی بیش‌خزنده‌واران تا اندازه نهنگ قاتل رشد کردند. پلسیوسورها در این دور رواج یافته و تمساح‌سانان نخستین بار پدیدار شدند.

### زمینی
در این دور گونه‌های جدید دایناسور (شامل ستیوسورها، بازوخزندگان، مگالوساریدها و پرنده‌پایان اولیه) بر روی زمین تکامل یافتند.
سگ‌دندان‌ها به‌عنوان نوادگان ددکمانان نیز همچنان به همراه دایناسورها گسترش یافته ولی گمان می‌شود که اندازه آن‌ها در حد حشره‌خوار بودده و اندازه آن‌ها از یک گورکن فراتر نبوده است.
در ژوراسیک میانه پستانداران واقعی تکامل یافتند.

### گیاهی
در ژوراسیک میانه مخروطیان گونه غالب به‌شمار می‌رفتند. سایر گیاهان مانند سرخس نخلی و سرخس نیز در این دور رایج بودند.